# تاور، والیوو
تاور (به صربی: Taor) یک روستا در صربستان است که در والیفو واقع شده‌است.
 تاور  ۳۰۳ نفر جمعیت دارد.